# Долно Йеловце
Долно Йеловце или Долно Йеловци (срещат се и нейотираните варианти Долно Еловце/Долно Еловци, на македонска литературна норма: Долно Јеловце; на албански: Jelloci i Poshtëm) е село в Северна Македония, в Община Гостивар.

## География
Селото е разположено в областта Горни Полог западно от Гостивар в източните склонове на Шар.

## История
В обобщен списък на джизието на немюсюлманите от вилаета Калканделен от 18 юли 1628 година селото е отбелязано като Долна Йелофче, с 28 ханета (домакинства).
В началото на XIX век Долно Йеловце е смесено българо-албанско село в Гостиварска нахия на Тетовска кааза на Османската империя. Андрей Стоянов, учителствал в Тетово от 1886 до 1894 година, пише за селото:
| „ | С. Долно Еловци.— Близо при Д. Еловци има развалини отъ стара църква, която се е казвала св. Илия; при тѣзи развалини до прѣди нѣколко години селенитѣ сѫ клали курбанъ на 20 юлий. | “ |

Според статистиката на Васил Кънчов („Македония. Етнография и статистика“) в 1900 година Долно Еловци има 375 жители българи християни и 147 арнаути мохамедани.
В селото съществува българско училище.През учебната 1899/1900 година българското училище се посещава от общо 75 ученици, от които 30 ученички и 45 ученици с 1 учител.
Всички християнски жители на селото са под върховенството на Българската екзархия. Според секретаря на екзархията Димитър Мишев („La Macédoine et sa Population Chrétienne“) в 1905 година в Долно Еловци има 448 българи екзархисти и функционира българско училище.
При избухването на Балканската война в 1912 година 17 души от Йеловце (Горно и Долно) са доброволци в Македоно-одринското опълчение.
В 1913 година селото попада в Сърбия. Според Афанасий Селишчев в 1929 година Долно Еловце е село в Долнойеловската община (с център в Здуне) в Горноположкия срез и има 57 къщи с 405 жители българи и албанци.
Според преброяването от 2002 година селото има 10 жители македонци.

## Галерия
- Паметна чешма на загиналите партизани и жертви на фашизма
- Стара къща в селото
- Типична традиционна селска къща с чардак
- Манастир „Свети Илия"
- Кози път

## Личности
Родени в Долно Йеловце
- поп Георги Антов, български свещеник, ръкоположен от одринския наместник Синесий Стобийски след Руско-турската война. Клеветен от гръцкия владика Паисий Скопски е многократно арестуван и затварян в Скопие и Цариград[9]
- Киро Несторов, доброволец в четата на Иван Атанасов – Инджето през Сръбско-българската война в 1885 година, родом от Горно или Долно Йеловце[10]
- Никола, български революционер, гостиварски войвода на ВМОРО през лятото на 1904 година, негов секретар е Дончо Тодоров[11]